# Ragnhild Aamodt
Ragnhild Aamodt (ur. 9 września 1980 w Sarpsborgu) – norweska piłkarka ręczna, była reprezentantka kraju. Gra na pozycji prawoskrzydłowej. Obecnie występuje w norweskim Sarpsnorg Idrettslag.
Podczas Igrzysk Olimpijskich w 2008 w Pekinie zdobyła mistrzostwo olimpijskie. Karierę reprezentacyjną zakończyła w 2009 roku.

## Sukcesy

### reprezentacyjne
- 2004, 2006, 2008: mistrzostwo Europy
- 2007: wicemistrzostwo świata
- 2008: mistrzostwo olimpijskie

### klubowe
- 2005: puchar Danii
- 2008: wicemistrzostwo Danii
- 2007: finalistka pucharu EHF